# Dichtungsring
DICHTUNGSRING. Zeitschrift für Literatur ist eine seit 1981 erscheinende Literaturzeitschrift.
Die Zeitschrift entstand im Umfeld der Universitäten Bonn und Bochum und wird heute von einer im Bonner Raum angesiedelten Autorengruppe herausgegeben. Ein Schwerpunkt ist die Unterstützung interkultureller Kommunikation durch Veröffentlichung von Texten aus anderen Literaturen. Die französischen, englischen, russischen, katalanischen, schwedischen, spanischen, portugiesischen, italienischen und rumänischen Texte erscheinen dabei meist mit deutscher Übersetzung. Die Inhalte sind nicht auf bestimmte Gattungen beschränkt, ordnen sich aber den für die einzelnen Hefte gegebenen abstrakten Themen (z. B. „Empörung“, „Körper“) zu.
Der DICHTUNGSRING kooperiert mit der belgischen Literaturzeitschrift und Autorengruppe Krautgarten in St. Vith und mit der Bonner Zeitschrift Kritische Ausgabe.
Beiträge lieferten unter anderem:
Ann Catrin Apstein-Müller, Markus Berger, Marcel Beyer, Michael Georg Bregel, Joan Brossa, Safiye Can, Helma Cardauns, Crauss, Max Collek, Silvio Colditz, Steffen M. Diebold, Monika Dieck, Martin Dragosits, Franzobel, Marjana Gaponenko, Rainer Maria Gassen, Stefanie Golisch, Eugen Gomringer, Bülent Kacan, Myriam Keil, Thomas Kling, Jan Koneffke, David Krause, Jürgen Kross, Björn Kuhligk, Bertram Kuzzath, Robert Lax, Stan Lafleur, Primo Levi, Friederike Mayröcker, Frank Milautzcki, Daniel Mylow, Hermann Nitsch, Oskar Pastior, Irmtraut Petersson, Georg Pichler, Lutz Rathenow, Karl Riha, Wolfgang Rohner-Radegast, SAID, André Schinkel, Sigune Schnabel, Silke Andrea Schuemmer, Michael Spyra, Ulf Stolterfoht, Timm Ulrichs, Cornelius van Alsum, Fritz Widhalm

## Bonner Literaturpreis
Seit 2014 verleiht der Dichtungsring e. V. den Bonner Literaturpreis. In den ersten Jahren mit 500,00 € dotiert, wurde das Preisgeld ab 2017 auf 1.000,00 € erhöht.

## Preisträger
- 2014 Doris Anselm
- 2015 Corinna Sigmund
- 2016 Sylvia Wage
- 2017 Max Czollek und Bernd Beißel
- 2018 Silke Tobeler
- 2019 Michael Spyra
- 2021 Monika Littau